# Cornelis de Bie
Œuvres principales
Het Gulden Cabinet (Le Cabinet d'or, 1662)
Cornelio, Cornelius, Cornelis ou, en français, Corneille de Bie, né à Lierre le 10 février 1627 et mort après 1712, est un notaire, procureur, greffier de « l'audience militaire » de la ville de Lierre, rhétoricien, poète et dramaturge des Pays-Bas méridionaux. Il est l'auteur du Het Gulden Cabinet, dictionnaire d'artistes de référence, publié en 1662.

## Biographie

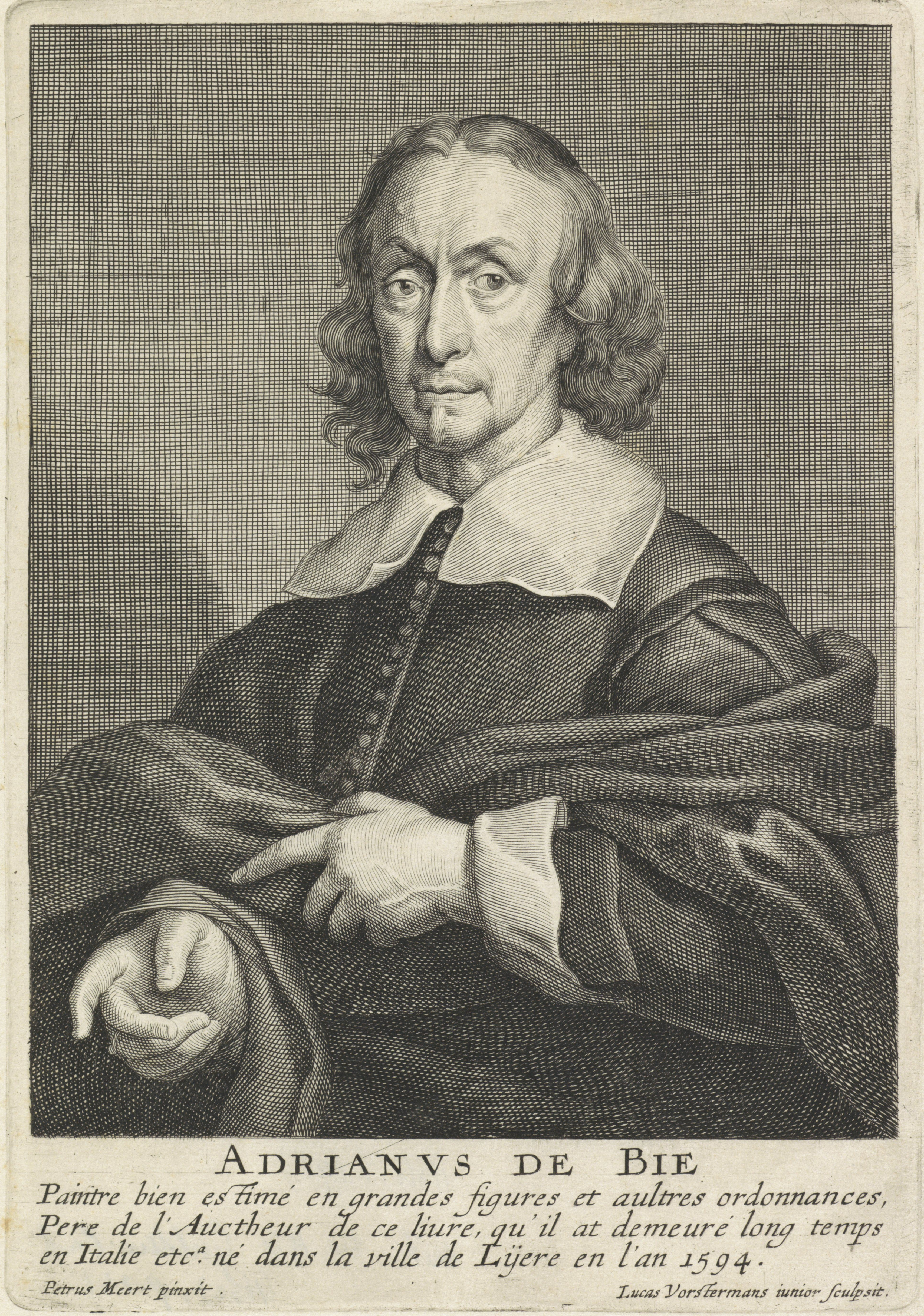
Portrait d'Adriaen de Bie (1593-1668), peintre et père de Corneille de Bie, gravé par Lucas Vorsterman d'après un dessin de Pieter Meert, dans Het gulden cabinet vande edele vry schilder-const de 1662.

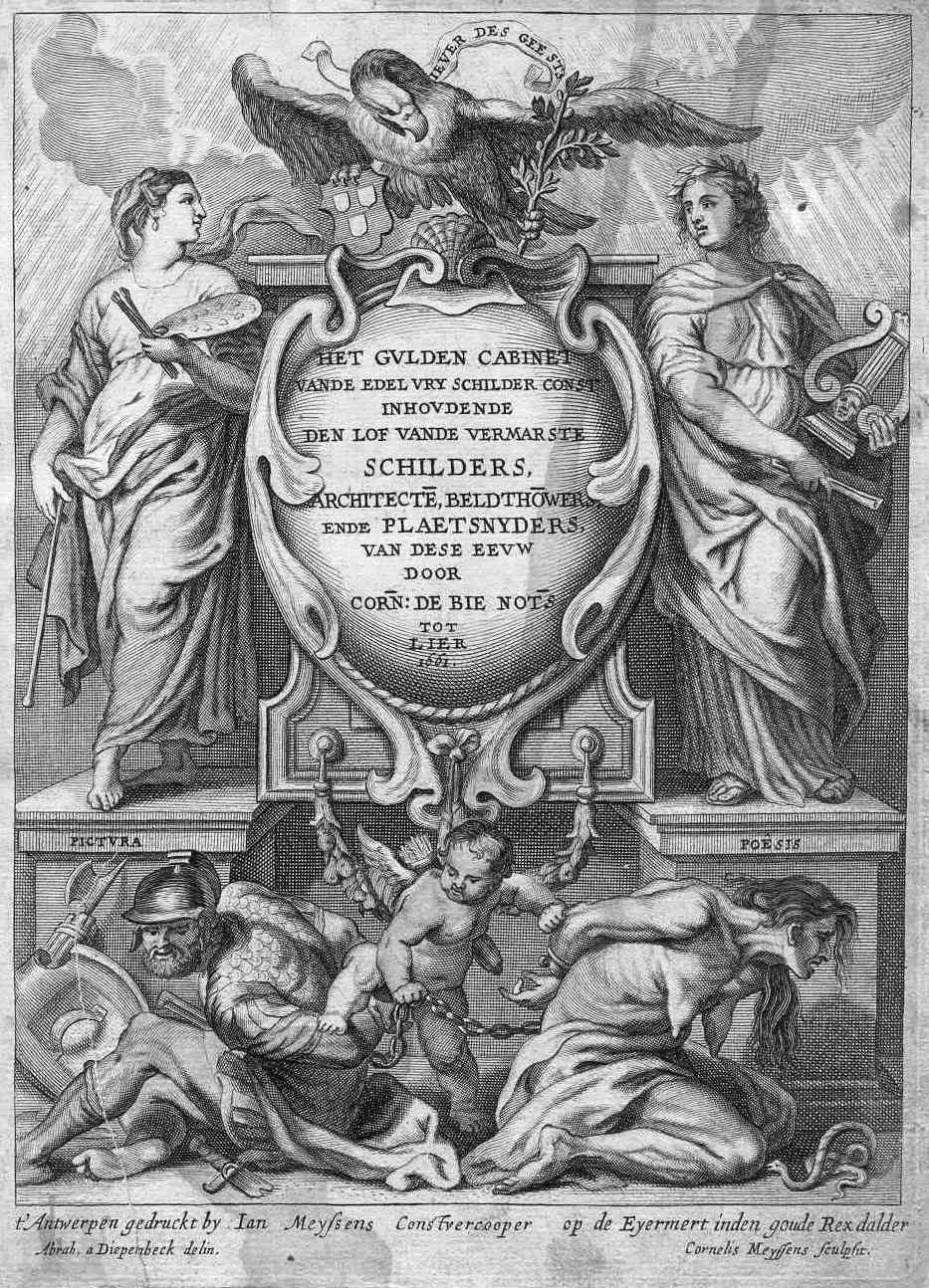
Frontispice, gravé par Corneille Meyssens, d'après un dessin d'Abraham van Diepenbeeck, du Gulden cabinet de De Bie, publié en 1662.

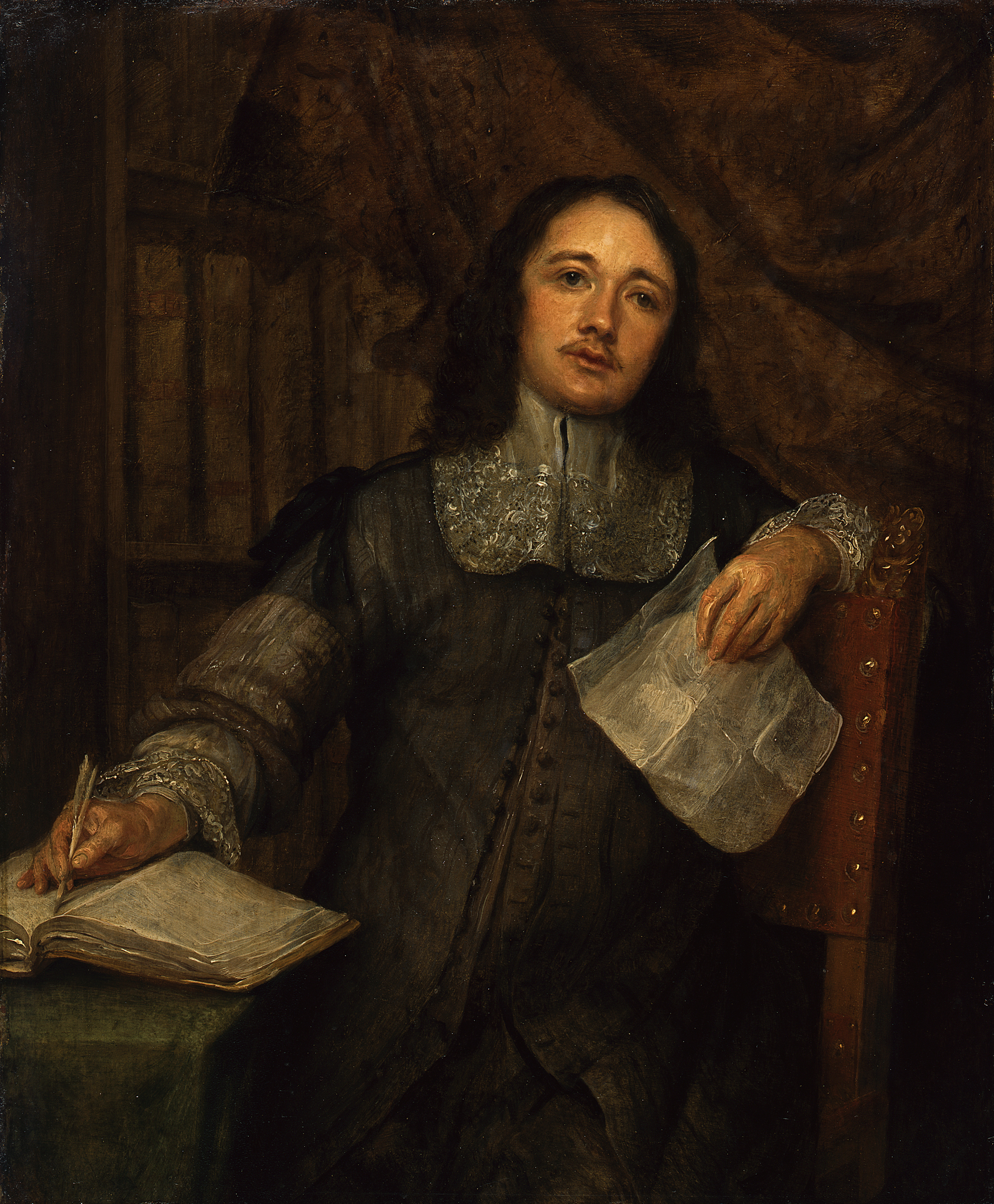
Portrait de Corneille de Bie (vers 1660) par Gonzales Coques, un peintre dont l'écrivain représenté fait l'éloge dans son Gulden cabinet.

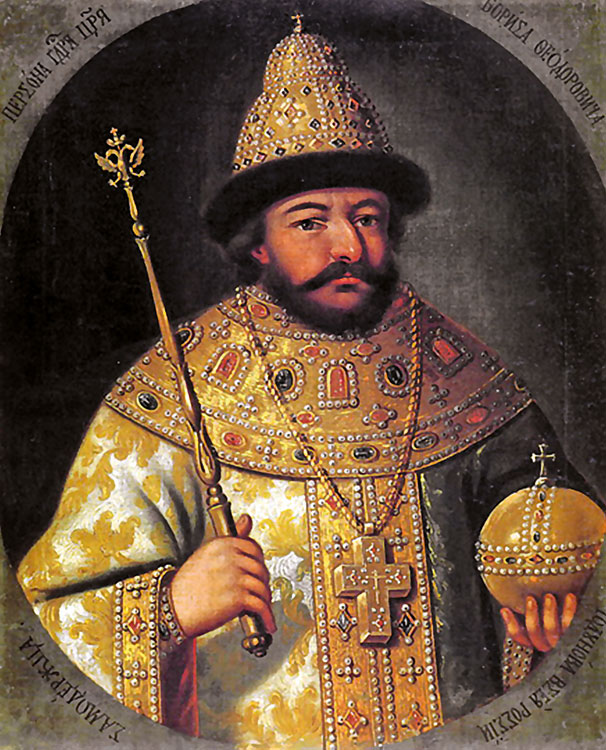
Portrait, par un peintre anonyme du XVII, de Boris Godunov, protagoniste d'une pièce de Corneille de Bie d'après la célèbre tragi-comédie de Lope de Vega.

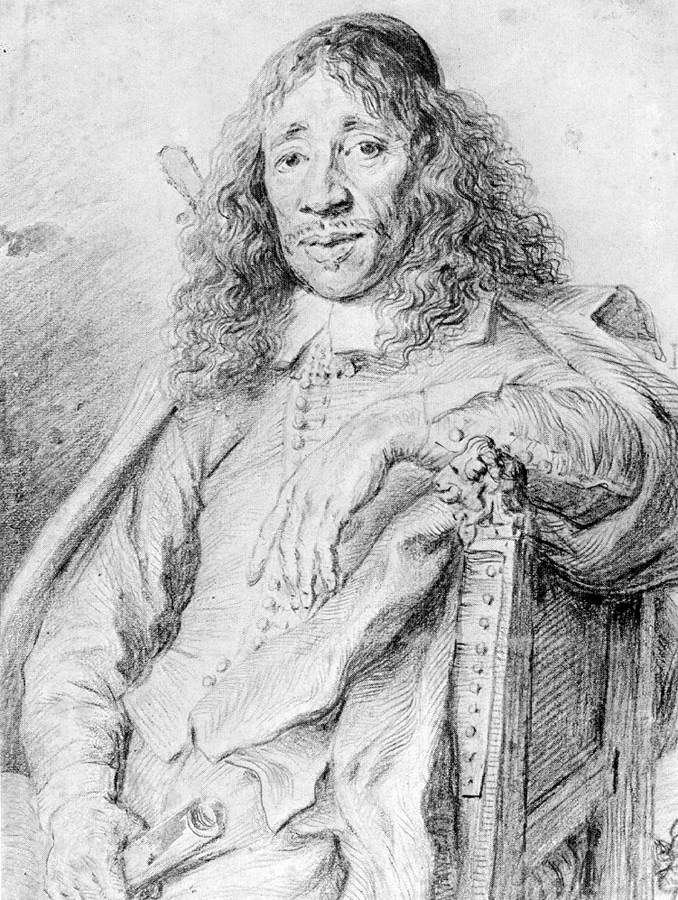
Portrait, dessiné par Jan Lievens, de Jan Vos, dont les pièces dramatiques ne manquaient pas d'exercer une certaine influence sur Corneille de Bie.

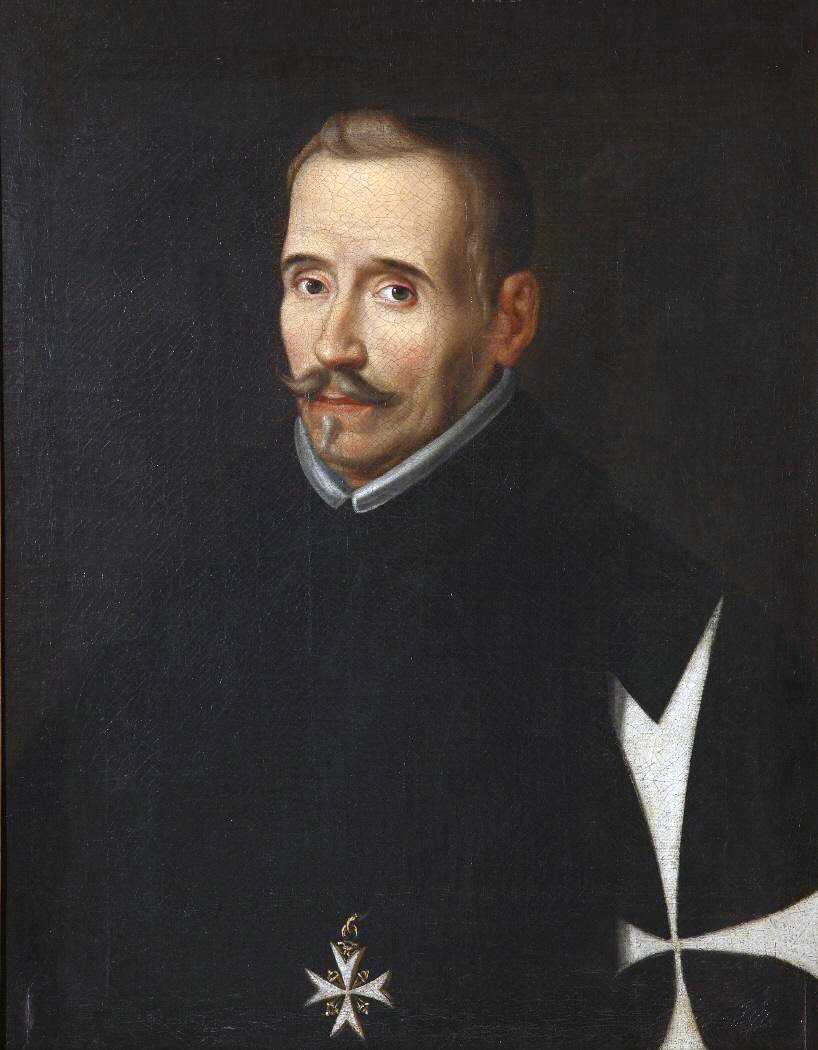
Le théâtre de Lope de Vega eut une influence considérable sur les pièces de Corneille de Bie.

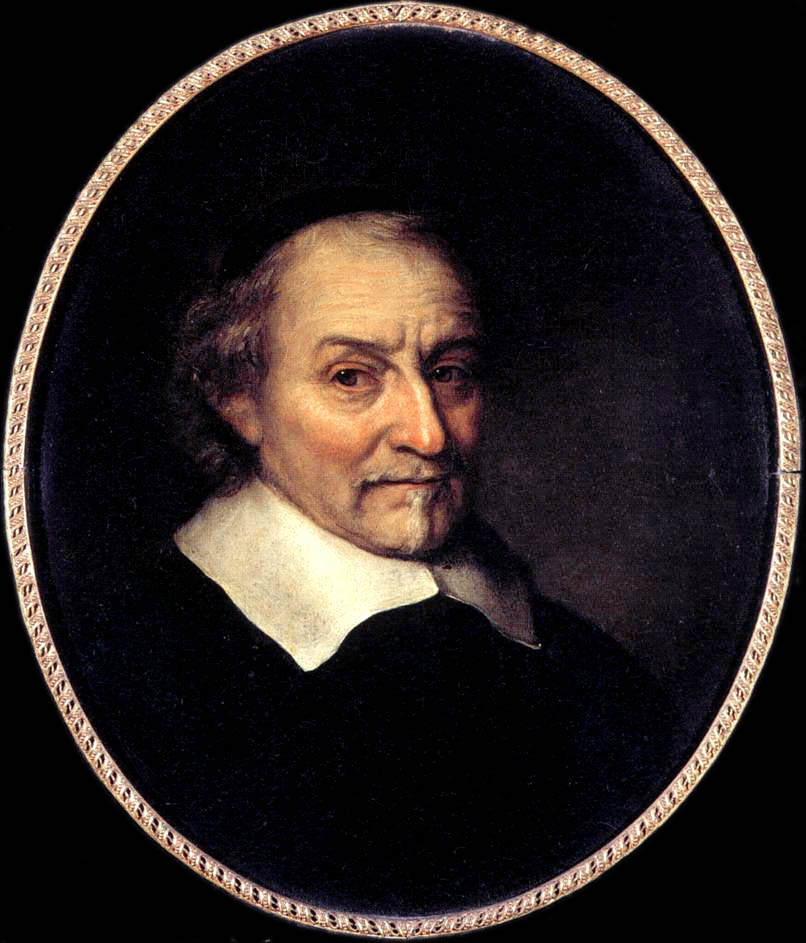
Portrait par Philips Koninck de Joost van den Vondel, dont le Roomsche lier est la source d'inspiration du Faems weer-galm de Corneille de Bie.

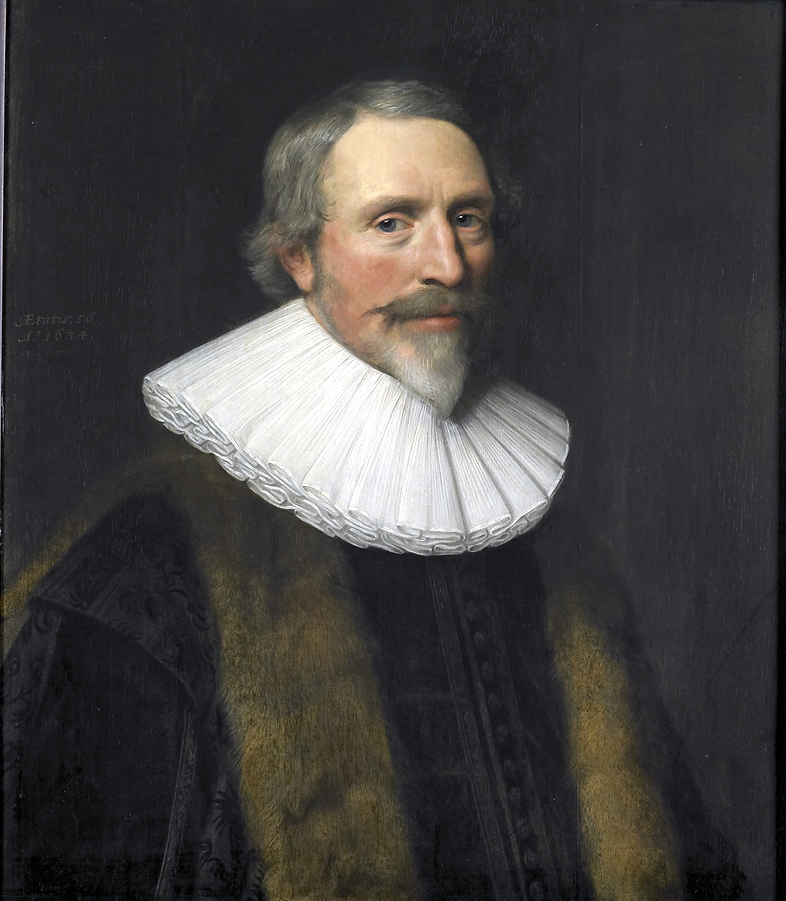
Certains vers du Faems weer-galm de Corneille de Bie se rapprochent du style de Jacob Cats, ici peint par Michiel Jansz. van Mierevelt en 1634.

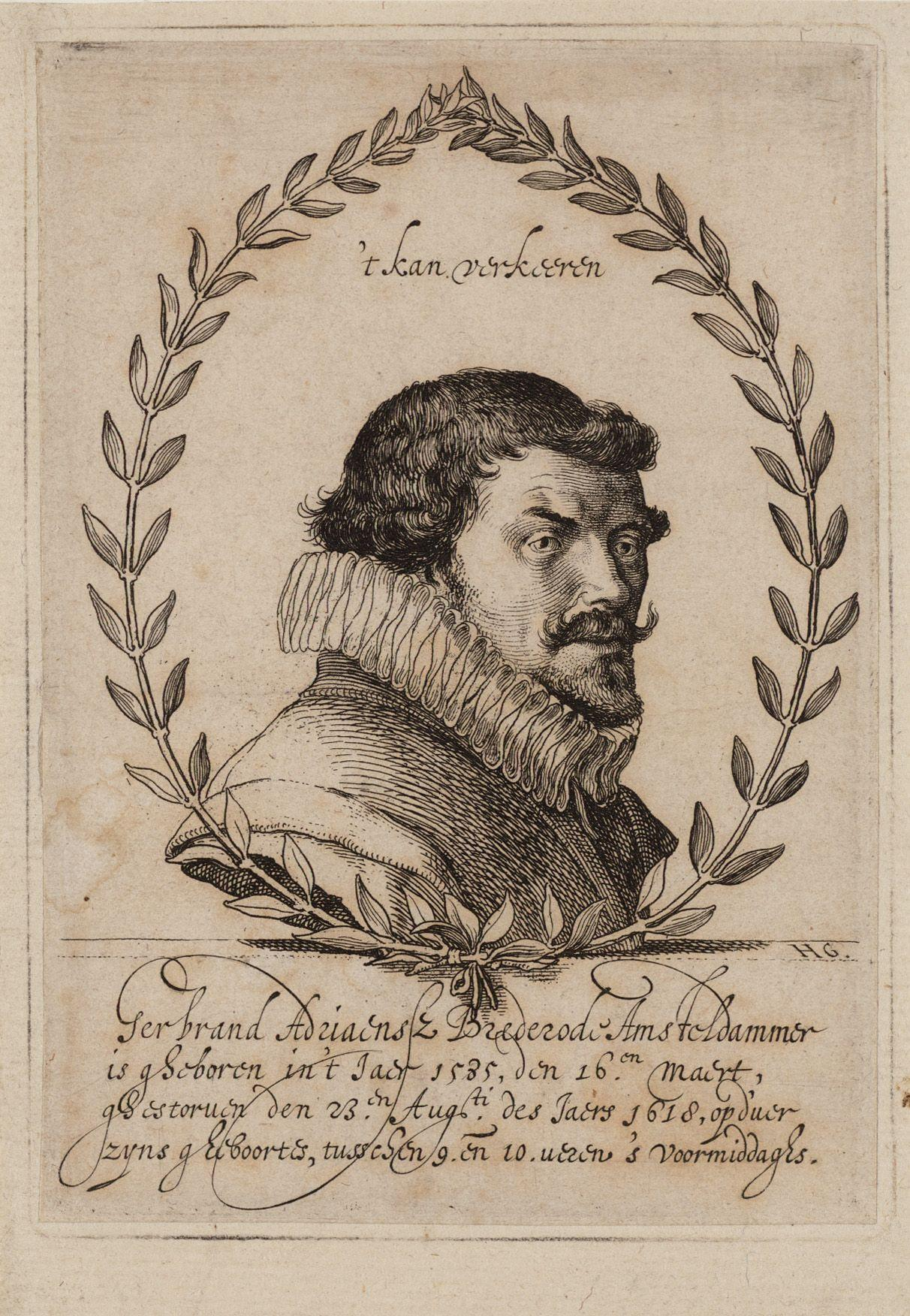
Les pièces dramatiques profanes de Corneille de Bie se rapprochent du genre dramatique pratiqué par Gerbrand Adriaenszoon Bredero, ici représenté sur une gravure de 1619 de Hessel Gerritsz.

Ce fils du peintre Adriaen de Bie bénéficia d'une bonne éducation et étudia sans doute le droit à Louvain en 1648 ; il se peut que De Bie y ait étudié aussi la philosophie, car il se faisait passer pour un philosophe. Il connaissait le latin, le français, l'italien et l'espagnol.
Après avoir terminé ses études, il s'installa dans sa ville natale. Il fut successivement notaire, procureur, greffier de « l'audience militaire », et doyen de la Halle aux draps, titre qui lui donna accès à la magistrature de la ville, où il devint un membre éminent de l'administration communale. Il occupa la fonction de greffier de la cour dans les années 1664, 1668 et 1708, et il fut avocat.
En 1650, il débuta comme écrivain par un recueil de moindre importance, contenant des chansons.
Polyvalent et particulièrement laborieux, il se tourna aussi bien vers la scène que vers la pratique de l'histoire, de l'histoire de l'art et de l'enseignement populaire. Il venait souvent à Anvers, ville où il se lia d'amitié avec la plupart des artistes de l'époque, dont il racontera la vie dans son ouvrage en vers rimés Het gulden cabinet vande edele vry schilder-const (Le Cabinet d'or de l'art libéral de la peinture).
De Bie est surtout connu comme rhétoricien, c'est-à-dire comme membre de la chambre de rhétorique Den Groeyenden Boom (L'Arbre croissant), pour laquelle il produisit de nombreuses œuvres : entre 1652 et 1708, il écrivit 52 pièces environ, dont seulement 27 sont conservées,,. À quelques rares exceptions près, toutes furent portées à la scène par les deux chambres de rhétorique de sa ville,, dont il était l'un des membres les plus diligents. Il manifesta la plus grande créativité entre les années 1669 et 1680, et les années 1698 et 1708, toutefois, sans tomber dans l'inertie dans l'intervalle. Il signait presque toutes ses œuvres de sa devise Waerheyt baert nijdt, en néerlandais, ou, en latin, Fert odia verum (« La vérité engendre la haine »),.
Il se maria deux fois. À la suite d'un accident, sa première épouse, Elisabeth Smits, mourut le 20 juin 1662,. Elle lui laissa quatre enfants, dont Gaspar, le fils dont un poème de louange en latin est inséré dans Faems weer-galm (L'Écho de la renommée). De son mariage en secondes noces avec Isabella Caelheyt, morte en avril 1706, naquirent encore quatre enfants.
Encore en 1706, il publia son Echos weder-klanck (Le Retentissement de l'écho) comme « adieu au monde » (« voor sijnen vriendelijcken adieu aan de werelt »), bien que l'on publiât ses poèmes encore après cette année. Il serait décédé en 1711 ou après cette année-là.

## Œuvre

### Het gulden cabinet
Des œuvres en prose de De Bie, la plus importante est une compilation de biographies de 280 artistes, Het gulden cabinet vande edele vry schilder-const (Le Cabinet d'or de l'art libéral de la peinture ; le titre se traduit aussi comme Le Cabinet d'or de la noble et libre peinture, ou Le Cabinet d'or du noble et libre art pictural). La conception de cet ouvrage est basée sur un livre de 1649, l’Image de divers hommes : un recueil de portraits d'artistes gravés pourvus de courtes légendes explicatives, publiée par l'artiste et marchand d'art anversois Jean Meyssens (1612-1670),,. Il semble que, peu de temps après cette publication, De Bie ait été demandé par Meyssens de composer un dictionnaire des artistes plus volumineux, qui se rapproche davantage de l'esprit du Schilder-boeck de Carel van Mander, mais en utilisant les illustrations gravées existantes du livre de Meyssens, auxquelles devrait s'ajouter une nouvelle série de portraits,.  Le résultat en est le Gulden cabinet de De Bie, publié par Meyssens en 1661-1662. L'ouvrage, illustré de 98 portraits d’artistes,, dont 72 proviennent de la publication de Meyssens,, est dédié au collectionneur d'art anversois Antoine van Leyen (1628-1686). C'est une collection de biographies de maîtres des Pays-Bas et de l'étranger des XVIe et XVIIe siècles,, divisée en trois parties, dont l'une est consacrée aux peintres morts, la deuxième aux peintres vivants et la troisième aux graveurs, sculpteurs, architectes et peintres non inclus dans les deux premiers volumes. Le texte se compose de vers élogieux, certains en latin,, et de passages en prose en alternance. Un traité général de la peinture est tissé à travers toute l'œuvre.
Le premier livre comprend des louanges poétiques sans beaucoup d'intérêt. Cependant, en traitant ses contemporains – ceux vivant dans les Pays-Bas méridionaux, ainsi que ceux de la République au nord – De Bie était en mesure d'offrir à ses lecteurs des informations de première main sur un certain nombre de peintres, affichant ainsi son intérêt réel pour la scène artistique contemporaine. Comme habitant des Pays-Bas méridionaux, il avait une préférence pour l'art de ses compatriotes et pour le cercle de peintres d'Anvers.
Le Gulden cabinet n'a jamais égalé le succès du Schilder-boeck de Van Mander, que De Bie avait employé comme source directe. Le Gulden cabinet de De Bie devint populaire parmi les amateurs et les collectionneurs d'art de son époque ; toutefois, il n'est pas couramment utilisé comme ouvrage de référence aujourd'hui.
En 1711, De Bie semble avoir offert son propre exemplaire de ce livre à son fils aîné Gaspar, un prêtre à Orp-le-Grand, où De Bie s’est retiré à la fin de sa vie.

### Ouvrages moralisants
Entre 1663 et 1708, De Bie publie neuf ouvrages moralisants, entre autres le Faems weer-galm der Neder-duytsche poesie [...] (L'Écho de la renommée de la poésie néerlandaise, publié en 1670), qui mérite d'être considéré comme le principal. En cinq tomes, il offre au lecteur une riche variété d'histoires, de réflexions et d'épigrammes où dominent les passages en prose. Les images emblématiques, pourvues de légendes, n'y occupent plus la place centrale, et les sujets les plus divers y sont arbitrairement réunis, ce qui fait que l'ensemble s'apparente plus à un recueil compilé de manière aléatoire qu'à un ouvrage conçu selon un plan fixe. Des réflexions moralisantes sur la vanité et la folie du monde, qui ne manque pas de rappeler la didactique populaire habituelle, sont entrecoupées de réflexions en vers sur les avantages et les inconvénients du mariage. De Bie entremêle son ouvrage de nombreux détails et réflexions sur les troubles dans les Pays-Bas au XVIe siècle et sur l'histoire de Lierre, par lesquels il se fait connaître comme un partisan enthousiaste de l'Espagne, autant que comme un ardent défenseur de la foi catholique romaine. Dans son dernier livre moralisateur, il se retourne contre le jansénisme.

### Œuvre dramatique

#### Farces et comédies
De Bie a débuté comme dramaturge par des farces, genre dans lequel il produit des œuvres jusqu'à sa mort. Dans ses dernières années d'activité littéraire, celles-ci apparaissent, sous forme d'intermèdes ou d'annexes comiques, insérées dans les pièces sérieuses. Par ses klucht-wyse comedie's (comédies burlesques), il s'efforce, après 1695 et sous l'influence de la comédie française, de perfectionner et de raffiner le genre de la farce, devenue légèrement vieillotte.
Ses farces et comédies contiennent des intermèdes sur le modèle des pièces espagnoles. De Bie a immédiatement saisi le ton et compris le style de la farce licencieuse « à l'ancienne », dont il continue consciencieusement la tradition. Les hommes et les femmes ivres-morts demeurent les personnages stéréotypés préférés, mais ils se déplacent et agissent avec davantage de naturel et d'ingénuité, et ne s'expriment pas moins que leurs prédécesseurs du Moyen Âge et du XVIe siècle de façon intrépide et colorée. À ces motifs traditionnels, De Bie ajoute plusieurs autres de son cru,.
Par ses comédies, abordées à la façon des farces, dont il en a créées trois après 1695, De Bie se rapproche de la comédie classique française. En général, les sujets sont l'amour, les moyens comiques employés par les amants et les maîtresses pour atteindre leurs objectifs, ainsi que l'apparition immanquable d'amis intimes avec leurs confidences entre maître et domestique, rappelant la comédie française. Malgré les sujets d'origine étrangère, les situations dépeintes restent cependant typiquement indigènes, c'est-à-dire brabançonnes.

#### Tragi-comédies et tragédies
Dans ses pièces sérieuses, De Bie suit d'abord le chemin qu'avait pris le théâtre espagnol. Entre 1659 et 1672, de manière très libre et dépouillée, il adapte trois célèbres tragi-comédies de Lope de Vega, un auteur pour qui il nourrit une grande admiration, dont témoigne l'hispanisation de son prénom en Cornelio.
Dans leur version néerlandaise, ces pièces s'intitulent :
- Alphonsus en Thebasile, oft herstelde onnooselheydt [...] (Alphonse et Thébasile ou l'Innocence rétablie ; jouée en 1659 et imprimée en 1673) ;
- Armoede van den graeve Florellus, oft lyden sonder wraeck [...] (La Misère du comte Florelle ou la Souffrance sans vengeance ; de 1671[9] ; une adaptation de la Pobreza de Reynaldos de Lope de Vega[17],[3])
- Den grooten hertoghe van Moskovïén, oft gheweldighe heerschappije van den onrechtveerdighen Boris ghedempt ende ghestraft door den jongen Demetrius [...] (Le Grand-duc de Moscovie ou la Cruelle Tyrannie de l'injuste Boris, vaincue et punie par le jeune Démétrius ; jouée en 1672 et imprimée en 1675 ; une adaptation de la pièce El gran duque de Moscovia de Lope de Vega)[9],[18].

En 1688, peut-être en concurrence avec le poète hollandais, il se hasarde à produire une pièce dramatique dans le genre de Jan Vos, un écrivain des Provinces-Unies avec qui il s'était lié d'amitié et qui fait son éloge ainsi que celui de son Gulden cabinet dans un poème,, inséré dans l'une de ses œuvres. La Wraak van verkrachte kuysheydt bewesen in 't ramp-salig leven vande princerse Theocrina onteert van [...] Amurath (Revanche de la chasteté violée, illustrée par la vie misérable de la princesse Théocrine, déshonorée par Amurat ; jouée en 1688 et imprimée en 1706) ne cède en rien aux modèles célèbres du genre pour ce qui concerne les polissonneries et la cruauté. À la fin de la pièce, aucun protagoniste n'est plus en vie : ils sont tous morts ou ils se sont suicidés.L'apogée de la cruauté est atteint dans la scène du sixième acte, où l'héroïne Theocrina arrache le cœur à son violeur Amurat, y mord et se transperce par la suite le cœur. Dans cette pièce, De Bie, voulait sans doute rassembler toutes ses forces afin de rivaliser avec les grands spectacles qui ont longtemps triomphé au théâtre d'Amsterdam et qui étaient jadis perçus comme supérieurs à ceux de Brabant.

#### Pièces sacrées
Hormis des pièces à sujet profane, De Bie produit huit pièces sacrées. Cinq d'entre elles traitent de la vie de saints tels que Gommaire, patron de la ville de Lierre (jouée en 1669 et imprimée en 1670), et Cécile (1671). Une comédie biblique est Den verloren sone Osias oft bekeerden sondaer (Le Fils prodigue Osias ou le Pécheur pénitent, d'après El hijo prodigo de Lope de Vega, pièce représentée en 1678 et imprimée en 1689) ; un jeu de Noël, traduit de María de Ágreda, De verlichte waerheydt van Godts vleesch-gheworden woordt inde gheboorte Christi (La Vérité illuminée par la parole de Dieu incarnée dans la naissance du Christ ; représentée en 1679 et imprimée en 1700) ; un jeu de la Passion Treur-spel van het bitter lyden Christi oft goddelyck ransoen der sielen salicheyt (Tragédie de la Passion amère du Christ ou de la rançon divine du salut de l'âme ; représentée en 1680 et imprimée en 1687). Les premières de ses œuvres se rapprochent formellement des pièces espagnoles. Gommarus (Gommaire) et Cecilia (Cécile) sont divisées en trois actes, chacun ayant son dénouement. Ces deux pièces contiennent également des « entremeses », des intermèdes comiques caractéristiques du théâtre espagnol. Peu à peu, cependant, De Bie se libère de cette formule pour créer son propre style, qui se rapproche d'une part du jeu biblique et d'autre part du drame scolaire latin des jésuites. Ainsi, dans de nombreuses scènes de son Osias, où il suit de près la narration de l'évangile, il traite la parabole du fils prodigue de façon naturelle et vive, mais il la transpose à son propre époque tout en faisant un usage intensif des possibilités dramatiques inhérentes aux données du déclin d'Osias et de sa repentance.

## Influence des auteurs du Nord
L'influence des auteurs de la République des Sept Pays-Bas apparaît, entre autres, dans la métrique et la construction strophique du Faems weer-galm, que De Bie a empruntées au Roomsche lier (Lyre romaine) de Joost van den Vondel. Un vers tel que « Wilt dan peysen dat Godts reysen » fait penser au poème Kinder-lyck (Élégie sur la mort d'un enfant) de Vondel. Dans le même recueil, on trouve toute une série de vers à la Jacob Cats, qui commencent par le même mot. Dans l'introduction de ce recueil, De Bie explique que l'art n'est pas uniquement représenté par le style et la manière des Hollandais,, et dans la préface de la tragédie Amurath en Theocrina, publiée dans Echos weder-clanck, il explique comment la punition du mal y est décrite en rimes à la manière éloquente des Hollandais, afin d'en donner la preuve aux envieux médisants prétendant qu'un rimeur brabançon ne peut égaler un Hollandais,.
Les pièces dramatiques profanes, comme Alphonsus en Thebasile de 1659, sont des tragi-comédies qui se rapprochent du genre propre aux pièces de Gerbrand Adriaenszoon Bredero .

## Liste de ses ouvrages
Les principaux écrits de De Bie sont :
- (nl) Het gulden cabinet van de edele vry schilder-const, inhoudende den lof van de vermaerste schilders, architecten, beeldthouwers ende plaetsnijders van dese eeuw [Le Cabinet d'or de l'art libéral de la peinture, comprenant l'éloge des peintres, architectes, sculpteurs et graveurs les plus renommés de ce siècle], Anvers, Jean Meyssens, 1661 ;
- (nl) Faems weer-galm der Neder-duytsche poësie van Cornelio de Bie, tot Lyer, uyt sijnen tijds overschot vrijmoedelijck voorgestelt op de domme waensucht des wereldts, ghenoemt Werelts-sots-cap, vol zedige moraliteyten en sinnebeelden [L'Écho de la renommée de la poésie néerlandaise de Corneille de Bie de Lierre, écrit, pendant ses loisirs, sur la stupide vanité du monde, appelée la bêtise universelle, plein de moralités honnêtes et d'emblèmes], Malines, 1670.
- (nl) Alphonsus en Thebasile ofte herstelde onnooselheyt [Alphonse et Thébasile ou l'Innocence rétablie], tragédie, Anvers, 1673 ;
- (nl) Den grooten hertoghe van Moskovïén, oft gheweldighe heerschappije van den onrechtveerdighen Boris ghedempt ende ghestraft door den jongen Demetrius [Le Grand-duc de Moscovie ou la Cruelle Tyrannie de l'injuste Boris, vaincue et punie par le jeune Démétrius], tragédie, Anvers, 1672 ;
- (nl) Den heyligen ridder Gommarus, patroon der stadt Lier, oft gewillighe verduldigheyt [Le Chevalier saint Gommaire, patron de la ville de Lierre, ou la Patience indulgente], tragédie, Anvers, 1670 ;
- (nl) Armoede van den graeve Florellus, bontgenoot van Vranckrijck, oft lyden zonder wraeck [Misère du comte Florelle, allié de la France, ou la Souffrance sans vengeance], tragédie, 1671 ;
- (nl) De comedie der Liersche Furie, of de kettersche verradery op den 14 October 1595 [La Comédie de la furie de Lierre, ou la Trahison hérétique du 14 octobre 1595], comédie ;
- (nl) De comedie van Mas Aniello in de beroerte van Napels [La Comédie de Masaniello dans la révolte de Naples], comédie ;
- (nl) Hans Holleblock, geusen predicant [Hans Holleblock, prédicateur réformé], farce, Bruxelles, 1702 ;
- (nl) Het Vlaemsche masker van colonel Spindeler [Le Masque flamand du colonel Spindeler], farce ;
- (nl) Kluchtwijse commedie van de ontmaskerde liefde, farce [Comédie burlesque de l'amour démasqué], Anvers, 1708 ;
- (nl) Jan Goedthals en Griet syn wyf [Jean Goedthals et Marguerite, sa femme], farce.

### Œuvre en prose
- (nl) Het gulden cabinet vande edele vry schilder-const (1662) (réimpression en 1971).
- (nl) D'omghekeerde maet der liefde (1663).
- (nl) Faems weer-galm der Neder-duytsche poësie (1670).
- (nl) Den weerschijn van 't leven in de doodt (1680 ?).
- (nl) Het sout der sielen welvaart. (1688) (traduit du latin).
- (nl) Den zedigen toetsteen van de onverdragelijcke weelde, verthoont in 't leven van den verloren soon (1689).
- (nl) Den wegh der deughden beset met scherpe dornen van quellinghen (1697).
- (nl) Antiquiteyten der stadt Lier, in Brabant, byeen vergadert uyt verscheyde annotatie boeken ende curieuse stukken, beginnende int jaer 762 tot 1699 (manuscrit).
- (nl) Het leven van de heylige Eugenia (1701).
- (nl) Echos weder-clanck, passende op den gheestelijcken wecker, tot godtvruchtige oeffeninghen (1706).
- (nl) Den spiegel van de verdrayde werelt, te sien in den bedriegelijcken handel, sotte, en ongeregelde manieren van het al te broos menschen leven (1708).
- (nl) Mengelrijmen, meygaven, lier-en sneldichten (manuscrit).

### Œuvre dramatique
- (nl) Alphonsus en Thebasile ofte herstelde onnooselheyt, tragi-comedie op den sin: Oprechte liefde (1673).
- (nl) De cluchte van den verdraeyden advocaet (en de twee borssesnyders), représentée à Lierre le 16 et le 17 juin 1659 (1673).
- (nl) Den heyligen ridder Gommarus, patroon der stadt Lier, oft gewillighe verduldigheyt, représentée à Lierre par les amateurs de la chambre de rhétorique De Groeyenden Boom le 23 et le 25 juin 1669.
- (nl) Cluchte van een misluckt overspel, op den sin: Daer d'ongheregheltheyt van een onkuys ghedacht (1669).
- (nl) Den grooten hertoghe van Moskovïén, oft gheweldighe heerschappije van den onrechtveerdighen Boris ghedempt ende ghestraft door den jongen Demetrius, bly-eyndich treurspel (1673).
- (nl) Treurspel van de heylighe Cecilia, martelaresse, ghenoemt den spieghel van d'eerbaerheydt.
- (nl) Jan Goedthals en Griet syn wijf, bedroghen door twee geapposteerde soldaten, verbetert en vermeerdert door C. De Bie.
- (nl) De cluchte van den jaloursen dief, afbeldende d'onghetrouwicheyt, bemonden achterclap en onversaefde lichtveerdicheyt der menschen, in Reynaldo Plattebors en madam Sacatrap.
- (nl) Den verloren zoon Osias oft bekeerden zondaer.
- (nl) Het goddelijck ransoen der zielen salicheyt, in dry deelen.
- (nl) Clucht-wyse comedie vande Mahometaensche slavinne Sultana Bacherach, représentée à Lierre le 15 octobre 1698.
- (nl) De verlichte waerheyt van Godts vleesch-gheworden woordt in de gheboorte Christi.
- (nl) 'T geloofs beproevinghe verthoont in de stantvastighe verduldigheyt van de seer edele Roomsche princesse de heylighe Eugenia, blyeyndigh treurspel.
- (nl) Beschermde suyverheyt in de twee heylige Theodora en Didymus, martelaren om 't Rooms geloof onthooft, treurspel.
- (nl) Kluchte van Hans Holleblock, geusen predicant.
- (nl) Vermaekelijcke klucht van Roeland den Klapper oft Hablador Roelando.
- (nl) Wraak van verkrachte kuysheydt, bewesen in 't ramp-salig leven van de princerse Theocrina onteert van den ontuchtigen en bloetgierigen Amurath.
- (nl) De klucht van den nieuw-gesinden doctoor, meester Quinten-Quack en Cortisaen sijnen bly-geestigen knecht.
- (nl) Kluchtwijse commedie van de ontmaskerde liefde.
- (nl) Leer-gierich ondersoeck der verlichte duysterheyt en weet-lievende kennisse der waerheyt, bewesen in 't Rooms christen gheloof door den heylighen Epictetus en den seer edelen en overschoonen Astion.
- (nl) Het Vlaemsche masker van colonel Spindeler, archlistelijck ontdeckt aen de lichtveerdige françoisen door Oniati, borgemeester van Brugge, anno 1658.
- (nl) Armoede van den graeve Florellus, bontgenoot van Vranckrijck, oft lyden zonder wraeck, blyeyndich treurspel, 1671.
- (nl) De klucht van den subtijlen smidt, of het vinden van 't maet-ghesangh oft musica.
- (nl) De klucht van Gijs Snuffelaer en 't lichtveerdigh Pleuntjen, genoemt d'occasie maekt den dief.
- (nl) De comedie der Liersche Furie, of de kettersche verradery op den 14 october 1595.
- (nl) De klucht van den bedroghen soldaet.
- (nl) De klucht van den stouten boer oft gheveynsten auditeur.
- (nl) De comedie van Mas Aniello in de beroerte van Napels, ghenoemt: op en nedergangh van 's menschen leven.
- (nl) Blyeyndigh treurspel van de gravinne Nympha en Carel, hertogh van Calabrien, of wraak-lustighe liefde.
- (nl) De klucht van de ramp-salighe liefde in den ongetrouwen minnaer
- (nl) Het droef-eyndigh toch geluck-saligh treurspel van de twee heylighe martelaren Crispinus en Crispianus, of standtvastighe lijdtsaemheydt.
- (nl) De klucht van den bedroghen duyvel der onkuysheyt en deep  [sic] makenden geusen predicant in 't spelen met de kaert.
- (nl) De comedie van Apollonius en Hildebertus, twee verliefde minnaren van edel geslacht, of de verloren gelegentheyt.
- (nl) Cluchte vande bedroghe giricheyt in Judas ende bedwonghe vrintschap in Pilatus (1694).
- (nl) Klucht van het bedriegelyck-mal. (1710).